# Maladera saitoi
Maladera saitoi är en skalbaggsart som beskrevs av Niijima och Sôichirô Kinoshita 1927. Maladera saitoi ingår i släktet Maladera och familjen Melolonthidae. Inga underarter finns listade i Catalogue of Life.